# Wolbert G. C. Smidt
Pour les articles homonymes, voir Smidt.
 (décembre 2023).
La mise en forme du texte ne suit pas les recommandations de Wikipédia : il faut le « wikifier ».
Les points d'amélioration suivants sont les cas les plus fréquents :
- Les titres sont pré-formatés par le logiciel. Ils ne sont ni en capitales, ni en gras.
- Le texte ne doit pas être écrit en capitales (les noms de famille non plus), ni en gras, ni en italique, ni en « petit »…
- Le gras n'est utilisé que pour surligner le titre de l'article dans l'introduction, une seule fois.
- L'italique est rarement utilisé : mots en langue étrangère, titres d'œuvres, noms de bateaux, etc.
- Les citations ne sont pas en italique mais en corps de texte normal. Elles sont entourées par des guillemets français : « et ».
- Les listes à puces sont à éviter, des paragraphes rédigés étant largement préférés. Les tableaux sont à réserver à la présentation de données structurées (résultats, etc.).
- Les appels de note de bas de page (petits chiffres en exposant, introduits par l'outil «  Source ») sont à placer entre la fin de phrase et le point final[comme ça].
- Les liens internes (vers d'autres articles de Wikipédia) sont à choisir avec parcimonie. Créez des liens vers des articles approfondissant le sujet. Les termes génériques sans rapport avec le sujet sont à éviter, ainsi que les répétitions de liens vers un même terme.
- Les liens externes sont à placer uniquement dans une section « Liens externes », à la fin de l'article. Ces liens sont à choisir avec parcimonie suivant les règles définies. Si un lien sert de source à l'article, son insertion dans le texte est à faire par les notes de bas de page.
- La présentation des références doit suivre les conventions bibliographiques. Il est recommandé d'utiliser les modèles {{Ouvrage}}, {{Chapitre}}, {{Article}}, {{Lien web}} et/ou {{Bibliographie}}. Le mode d'édition visuel peut mettre en forme automatiquement les références.
- Insérer une infobox (cadre d'informations à droite) n'est pas obligatoire pour parachever la mise en page.

Pour une aide détaillée, merci de consulter Aide:Wikification.
Si vous pensez que ces points ont été résolus, vous pouvez retirer ce bandeau et améliorer la mise en forme d'un autre article.
Wolbert G. C. Smidt est un historien et ethnologue allemand, professeur d'ethnohistoire à l'université de Mekelle (Éthiopie) et membre académique du centre français des études éthiopiennes (cfee) à Addis Abeba où il était chargé avec la co-direction des projets académiques franco-allemands. Il a été professeur invité à Paris à plusieurs reprises et est actuellement chercheur au centre de recherche sur l'Arabie du Sud antique et l'Afrique du Nord-Est de l'université Friedrich-Schiller de Iéna (Allemagne) chargé des recherches de terrain en Éthiopie et à Djibouti.

## Biographie

### Formation
Après avoir fréquenté l'école allemande de Paris à Saint-Cloud et passé des cours à la Sorbonne, il a étudié la philosophie (histoire des lettres), l'ethnologie et le droit international public à Genève et à Berlin jusqu'à l'obtention d'un MA, suivi par des études doctorales en l'histoire africaine, en sciences politiques et études éthiopiennes à Hambourg, où il a obtenu son doctorat en 2005 avec une thèse sur Immanuel Kant et sa théorie ethnologique basée sur des hypothèses téléologiques, influencée par les débats français et anglais des 17e au 18e siècles.

### Carrière et travaux
Pendant ses études, il a commencé à effectuer des recherches ethnologiques sur le terrain et des travaux d'archives historiques sur des régions non-européennes, d'abord en Tunisie, où il a participé à un documentaire ethnologique. Il s'est ensuite concentré sur l'histoire des peuples et des régions d'Éthiopie, d'Érythrée, de Djibouti et des régions voisines. Son sujet le plus important sont les anciens peuples des hauts plateaux du Tigré (nord de l'Éthiopie) et de l'Érythrée.
Depuis 1999, il était employé en tant qu'éditeur adjoint de l'Encyclopaedia Aethiopica, en étroite collaboration avec des collègues français et éthiopiens, et a enseigné l'histoire et l'ethnologie de la Corne de l'Afrique. L'Encyclopaedia Aethiopica a été publié en cinq volumes au Centre Hiob-Ludolf des études éthiopiennes de l'Université de Hambourg. En 2007, il a été professeur invité à l'École des hautes études en sciences sociales (EHESS) à Paris et, à partir de 2010, nommé professeur associé en ethnohistoire à l'université de Mekelle en Éthiopie, et de nouveau temporairement professeur invité dans des universités et des écoles supérieures, notamment à Paris (2018), Rome (2015), Osaka (2017), Moscou (2021) et Varsovie (2022).
Il a été associé comme membre au centre de recherche de Gotha (2015-19), suivi par des invitations en tant que chercheur invité à court terme en Israël (Jérusalem), en Allemagne (Gotha), en Suède (Lund), entre autres. En 2016-19 il a dirigé, au sein du centre français des études éthiopiennes (cfee) à Addis Abeba et du centre de recherche Gotha, avec l'historien et ethnologue Eloi Ficquet de l'École des hautes études en sciences sociales (EHESS), le projet de recherche franco-allemand "Ethiomap - Exploring Modern Maps of the Horn of Africa (18th-20th c.)". Ce projet a permis d'exploiter des cartes historiques de la région jusqu'alors peu utilisées par les chercheurs éthiopiens et européens, avec pour résultat que celles-ci conservent un riche savoir autochtone africain de la pratique politique et culturelle du territoire, ce qui était due à un échange intensif des premiers cartographes et chercheurs avec des partenaires locaux et des experts traditionnels. En tant que membre du cfee, Wolbert Smidt a également été membre du comité d'organisation français de la 18th International Conference of Ethiopian Studies jusqu'en 2015, qui s'est tenue à l'université Dire Dawa en coopération avec le cfee.
En 2019, il a été nommé professeur à Mekele, au département d'anthropologie de l'université de Mekele. Il est par ailleurs depuis lors chercheur au centre de recherche sur l'Arabie du Sud antique et l'Afrique du Nord-Est de l'université Friedrich Schiller de Iéna. En coopération avec l'Institut archéologique allemand (DAI), dont il est membre correspondant, il travaille sur les transmissions culturelles et sociopolitiques dans le Tigray (situé au nord de l'Éthiopie), notamment autour du temple antique de Yeha.
Ses recherches ont été l'un des thèmes principaux de l'émission " L'espoir renâit dans la corne de l'Afrique (Hoffnungsschimmer am Horn von Afrika) " de 2019 (arte).

### Thématiques
En tant qu'ethnohistorien, il étudie de manière comparative des peuples parfois très différents, dans le but de comprendre les évolutions culturelles à long terme ainsi que les méthodes que les peuples ont développées pour s'autogérer et établir un équilibre social, en particulier dans les régions peu touchées par le contrôle étatique et le féodalisme. Il se concentre sur les villages des hauts plateaux éthiopiens où l'on parle l'ancienne langue éthiopienne, le tigrinya, mais aussi sur les peuples kouchitiques vivant en Érythrée, à Djibouti et en Éthiopie, qui ont développé un degré élevé d'autogestion sociopolitique, notamment le peuple nomade des Afars.
Sur la base de recherches dans les archives, il a également rendu accessibles dans des publications de nombreux détails biographiques et historico-culturels sur l'histoire de la région, des relations diplomatiques et culturelles, parmi lesquels les travaux sur l'empereur éthiopien non couronné Lij Iyasu sont les plus importants, mais aussi des études sur l'histoire de la mission, tout en reconstruisant le rôle des acteurs africains. Il a rédigé plus de deux cents articles scientifiques et plusieurs livres.

### Recherches en Europe
A des fins de comparaison et d'enrichissement de la base de données ethnohistoriques, il s'intéresse aussi, en plus de son domaine de recherche principal, à des groupes transnationaux en Europe, notamment le groupe transfrontalier des Frisons qui, dans des circonstances totalement différentes, ont également vécu pendant des siècles en marge de grands Etats et n'ont guère été touchés par le féodalisme. Il a écrit plusieurs articles sur ces derniers, et en outre plusieurs travaux dans le domaine de la prosopographie juive néerlandaise, suisse et allemande et des relations franco-allemandes (il a découvert une lettre de Victor Hugo, dans laquelle il écrit: « La France et l’Allemagne sont faites pour s'aimer ».).

### Famille
Son père est le diplomate allemand Wolbert Klaus Smidt, plusieurs fois en poste en France, et sa mère est Karin Stadié, installée à Biarritz. Sa tante est la publiciste gréco-allemande Hilke Stamatiadis-Smidt, qui a été responsable des réseaux européens, notamment français, au ministère allemand de la recherche puis au centre allemand de recherche sur le cancer (DKFZ). La famille Smidt est d'origine frisonne-néerlandaise et française. Il est marié à l'ethnologue japonaise Chikage Oba-Smidt, qui a notamment mené des recherches sur les traditions orales des Boorana dans le sud de l'Éthiopie, entre autres en collaboration avec le centre français des études éthiopiennes.

## Publications ( extrait )

### Monographies
- Afrika im Schatten der Aufklärung, Das Afrikabild bei Immanuel Kant und Johann Gottfried Herder. Bonn: Holos-Verlag 2000 (Kritische Humanforschung, Interdisziplinäre Studien, 4),  (ISBN 3-86097-345-2).
- Photos as historical witnesses: the first Ethiopians in Germany and the first Germans in Ethiopia, the history of a complex relationship, Münster - Berlin: Lit 2015 (en anglais, allemand et amharique).

### Éditions ( Assistant Editor )
- Felix Girke, Sophia Thubauville, Wolbert Smidt (éd.): Anthropology as Homage – Festschrift for Ivo Strecker, Rüdiger Köppe 2018,  (ISBN 978-3-89645-842-1).
- Éloi Ficquet - Wolbert G.C. Smidt (éd.): The Life and Times of Lïj Iyasu: New Insights, Münster: LIT 2014 (Northeast African History, Orality and Heritage, vol. 3),  (ISBN 978-3-643-90476-8).
- Siegbert Uhlig (Editor) / Dirk Bustorf - Andreu Martínez d’Alòs-Moner - Denis Nosnitsin - Thomas Rave - Wolbert Smidt - Evgenia Sokolinskaia (Assistant Editors): Encyclopaedia Aethiopica, vol. 1 (A-C). Wiesbaden: Harrassowitz 2003, 846 pp.; ibid., vol. 2 (D-Ha). Wiesbaden: Harrassowitz 2005, 1082 pp.; ibid., vol. 3 (He-N), Wiesbaden: Harrassowitz 2007, 1211 pp.; ibid., vol. 4 (O-X), Wiesbaden: Harrassowitz 2010, 1199 pp.  (ISBN 978-3-447-06246-6).
- Abdulkader Saleh, Nicole Hirt, Wolbert G.C. Smidt & Rainer Tetzlaff (éd.): Friedensräume in Eritrea und Tigray unter Druck, Identitätskonstruktion, soziale Kohäsion und politische Stabilität, Münster: Lit 2008, 384 pp. (Afrikanische Studien 39),  (ISBN 978-3-8258-1858-6).
- Wolbert G.C. Smidt - Kinfe Abraham (éd.): Discussing Conflict in Ethiopia, Conflict Management and Resolution. Proceedings of the Conference "Ethiopian and German Contributions to Conflict Management and Resolution", Addis Ababa 11 – 12 November 2005, Münster: Lit 2007 (Afrikanische Studien 32), 290 pp.
- Steffen Wenig (éd. en coopération avec Wolbert Smidt, Kerstin Volker-Saad & Burkhard Vogt): In kaiserlichem Auftrag: Die Deutsche Aksum-Expedition 1906 unter Enno Littmann, vol. 1: Die Akteure und die wissenschaftlichen Untersuchungen der DAE in Eritrea, Aichwald: Lindensoft 2006 (Forschungen zur Archäologie Außereuropäischer Kulturen [FAAK], vol. 3.1).
- Verena Böll - Denis Nosnitsin - Thomas Rave - Wolbert Smidt - Evgenia Sokolinskaia (éd.): Studia Aethiopica In Honour of Siegbert Uhlig on the Occasion of his 65th Birthday. Wiesbaden: Harrassowitz 2004.